# Česko na Halovém mistrovství Evropy v atletice 1994
Halového ME v atletice 1994 v Paříži se ve dnech 11. – 13. března zúčastnilo 18 českých atletů (10 mužů a 8 žen), kterým se nepodařilo vybojovat žádný cenný kov. V bodovém hodnocení Česko získalo celkově 19 bodů (15 bodů za tři 4. místa, 3 body za jedno 6. místo a 1 bod za jedno 8. místo).
Nejhodnotnějšího výsledku dosáhla trojskokanka Šárka Kašpárková, která výkonem 14,46 m vytvořila nový národní rekord a obsadila 4. místo. Těsně pod stupni vítězů, čtvrtá skončila také sprinterka Hana Benešová v závodě na 200 metrů. Mezi muži obsadil 4. místo Tomáš Dvořák v sedmiboji.

## Výsledky

### Muži
| Atlet             | Disciplína    | Kvalifikace | Kvalifikace | Rozběh   | Rozběh   | Semifinále  | Semifinále  | Finále      | Finále      |
| Atlet             | Disciplína    | Výkon       | Umístění    | Výkon    | Umístění | Výkon       | Umístění    | Výkon       | Umístění    |
| ----------------- | ------------- | ----------- | ----------- | -------- | -------- | ----------- | ----------- | ----------- | ----------- |
| Walter Pilch      | 200 m         |             |             | 21,50 s  | 20.      | nepostoupil | nepostoupil | –           | –           |
| Milan Drahoňovský | 1500 m        |             |             | 3:42,66  | 3.       |             |             | 3:46,47     | 8.          |
| Jiří Hudec        | 60 m přek.    |             |             | 7,80 s   | 15.      | 7,68 s      | 5. =        | 7,72 s      | 6.          |
| Tomáš Kratochvíl  | Chůze na 5 km |             |             | 19:27,46 | 11.      |             |             | 20:27,60    | 9.          |
| Jiří Malysa       | Chůze na 5 km |             |             | DSQ      | –        |             |             | nepostoupil | nepostoupil |
| Milan Gombala     | Skok daleký   | 7,65 m      | 22. =       |          |          |             |             | nepostoupil | nepostoupil |
| Robert Michalík   | Skok daleký   | 7,63 m      | 24.         |          |          |             |             | nepostoupil | nepostoupil |
| Roman Orlík       | Skok daleký   | 7,91 m      | 4.          |          |          |             |             | 7,75 m      | 10.         |
| Martin Bílek      | Vrh koulí     | 18,00 m     | 17.         |          |          |             |             | nepostoupil | nepostoupil |

Sedmiboj
| Tomáš Dvořák  | Sedmiboj   |          |       |          |
| Tomáš Dvořák  | Disciplína | Výsledek | Body  | Umístění |
| ------------- | ---------- | -------- | ----- | -------- |
|               | 60 m       | 7,00 s   | 882   |          |
| Skok daleký   | 7,53 m     | 942      |       |          |
| Vrh koulí     | 15,52 m    | 822      | 2.    |          |
| Skok do výšky | 1,98 m     | 785      |       |          |
| 60 m přek.    | 7,95 s     | 994      |       |          |
| Skok o tyči   | 4,60 m     | 790      |       |          |
| Běh na 1000 m | 2:42,48    | 846      |       |          |
| Celkově       |            |          | 6 061 | 4.       |

### Ženy
| Atletka             | Disciplína    | Kvalifikace | Kvalifikace | Rozběh   | Rozběh   | Semifinále   | Semifinále   | Finále       | Finále       |
| Atletka             | Disciplína    | Výkon       | Umístění    | Výkon    | Umístění | Výkon        | Umístění     | Výkon        | Umístění     |
| ------------------- | ------------- | ----------- | ----------- | -------- | -------- | ------------ | ------------ | ------------ | ------------ |
| Hana Benešová       | 60 m          |             |             | 7,38 s   | 13. =    | nepostoupila | nepostoupila | –            | –            |
| Zdeňka Mušínská     | 60 m          |             |             | 7,63 s   | 25.      | nepostoupila | nepostoupila | –            | –            |
| Hana Benešová       | 200 m         |             |             | 23,75 s  | 10. =    | 23,70 s      | 5.           | 23,67 s      | 4.           |
| Ludmila Formanová   | 400 m         |             |             | 53,67 s  | 7.       |              |              | nepostoupila | nepostoupila |
| Naděžda Koštovalová | 400 m         |             |             | 53,71 s  | 8.       |              |              | nepostoupila | nepostoupila |
| Kamila Holpuchová   | Chůze na 3 km |             |             | 12:30,24 | 6.       |              |              | 12:30,87     | 10.          |
| Zuzana Kováčiková   | Skok do výšky | 1,89 m      | 7.          |          |          |              |              | 1,80 m       | 12.          |
| Šárka Kašpárková    | Trojskok      | 13,67 m     | 8.          |          |          |              |              | 14,46 m      | 4.           |

Pětiboj
| Dagmar Urbánková | Pětiboj    |          |       |          |
| Dagmar Urbánková | Disciplína | Výsledek | Body  | Umístění |
| ---------------- | ---------- | -------- | ----- | -------- |
|                  | 60 m       | 8,70 s   | 974   | 13.      |
| Skok do výšky    | 1,69 m     | 842      | 11. = |          |
| Vrh koulí        | 11,34 m    | 618      | 15.   |          |
| Skok daleký      | 6,03 m     | 859      | 8. =  |          |
| Běh na 800 m     | 2:12,63    | 926      | 2.    |          |
| Celkově          |            |          | 4 219 | 11.      |